# Йоахим Винкелхок
Йоахим Винкелхок (на германски Joachim Winkelhock) е бивш пилот от Формула 1. Роден на 24 октомври 1960 година в Щутгарт, Германия.

## Формула 1
Йоахим Винкелхок прави своя дебют във Формула 1 в голямата награда на Бразилия през 1989 година. В световния шампионат записва 7 състезания, като не успява да спечели точки. Състезава се с частен Веритас.